# 黨團會議
黨團會議（英語：Caucus）是指政黨支持者或成員間舉行的會議，其準確定義在各國稍有不同。
議會黨團是屬於黨團會議的一種，指的是某個議會中代表某政黨或團體的所有議員。在使用西敏制的國家，議會黨團是政黨的決策機構。有些國家和政黨使用“Caucus”稱呼其議會黨團（包括加拿大、澳大利亚、紐西蘭的政黨）。其他國家和政黨則使用其它名稱：例如其他英語國家（包括澳洲的其他政黨）使用的“Parliamentary Group”、德語的“Fraktion”等。一般組織比較嚴密、有黨内紀律傳統的政黨會設置議會黨團作爲集體決策的工具，並用其控制該黨議員在議會的投票方向。

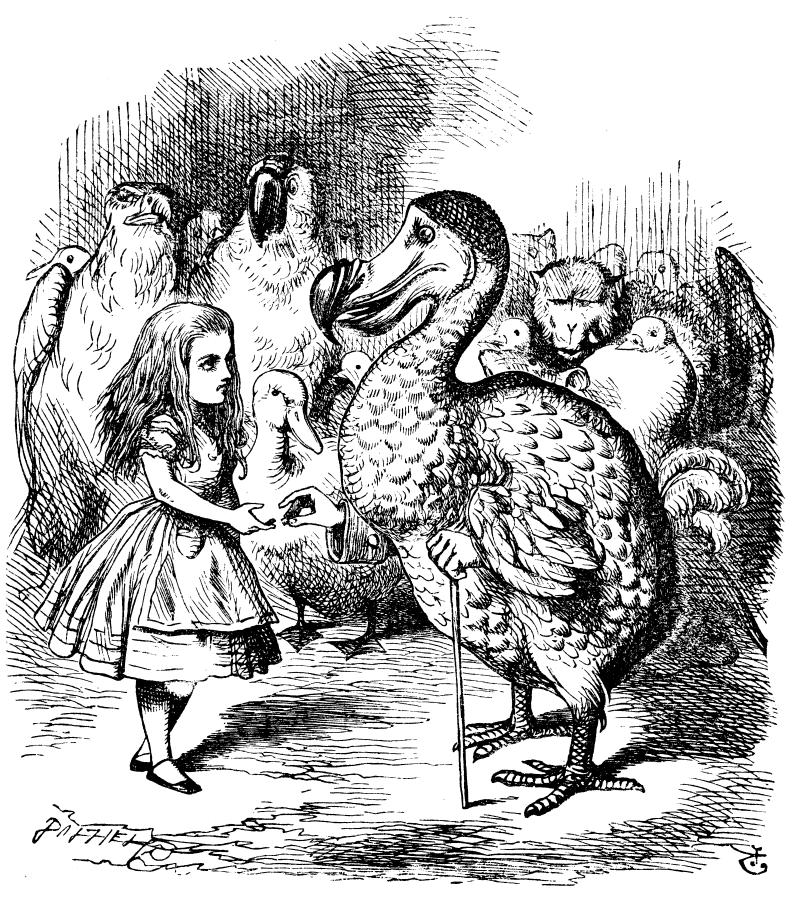
路易斯·卡羅在《愛麗絲夢遊仙境》第3章「A Caucus-Race and a Long Tale」嘲諷黨團會議的複雜性。這圖是描繪愛麗斯獲渡渡鳥頒一枚心環，作為完成黨團會議比賽的禮物。

## 英聯邦國家
在使用西敏制的英聯邦國家，議會黨團包括在某級政府的議會裏代表某政黨的所有議員。議會黨團是該黨的政治決策機構，並推舉該黨在該級政府的政治領袖（或稱黨魁、黨首）。如果該黨是執政黨，議會黨團決定政府的政策，其推舉的領袖出任政府首腦（總理、首相、州長、省長等）。如果該黨是主要反對黨，議會黨團決定影子政府的政策，其推舉的領袖擔任反對黨領袖。議會黨團在議會内起到協調該黨議員投票方向的作用。某些特別注重黨内紀律的政黨還會要求其議員必須宣誓或承諾必須按照議會黨團決議投票。議會黨團内部紀律由稱爲“黨鞭”的幹部負責。
加拿大和紐西蘭普遍使用“Caucus”稱呼議會黨團。在澳洲只有澳洲工黨使用“Caucus”稱呼其議會黨團，其他黨的議會黨團稱爲“Parliamentary Group”（保守派聯盟實際上亦設有議會黨團會議）。其他英語國家使用“Parliamentary Group”較多。幾乎所有英聯邦國家都可以稱議會黨團為“議會黨”（英語：Parliamentary party）。
雖然政治上“議會黨團”的定義沒有最低人數限制，但各國議會的運作規程中通常只承認達到一定人數的議會黨團：例如澳大利亞國會規定的最低人數是（兩院合計）五人，而加拿大國會規定的最低人數是衆議院12人或參議院五人。達到此類下限的議會黨團可以享受獨立議員不能享受的特殊待遇，例如在國會大廈内設置黨團會議室、領取公費的額外助理人員等。

## 美國
黨團會議在美國不同州份有明顯不同但稍有關連的實際意義，可以指某黨選民預選該黨參加選舉的候選人的會議，也可以指某黨内部的派系。
由於美國的兩大政黨與英聯邦國家或歐洲國家相比沒有嚴密的黨組織或黨内紀律，美國各級議會大多沒有與其它國家相似的正式議會黨團。但國會中有各黨派的黨團（Party caucus），兩黨各自組成眾議院民主黨黨團（House Democratic Caucus）和眾議院共和黨會議（House Republican Conference），以及參議院民主黨黨團（Senate Democratic Caucus）和參議院共和黨會議（Senate Republican Conference）。國會中另有非正式的黨團，協調成員在特定議題上的投票方向，例如“國會黑人黨團”、“西班牙裔黨團”和“撤出伊拉克派黨團”等。有些派系會議是某黨黨團内的派系，只由該黨議員参加，但同時也有跨黨派的其他派系會議。美國國會的民主黨黨團規模最大的派系會議是立場偏向左派進步主義“国会进步核心小组”，共和黨黨團規模最大的派系會議則是“共和黨研究委員會”（Republican Study Committee），亦有近40名眾議員，立場偏向右翼民粹主義及保守主義的“自由核心小組”（Freedom Caucus）。

## 中華民國

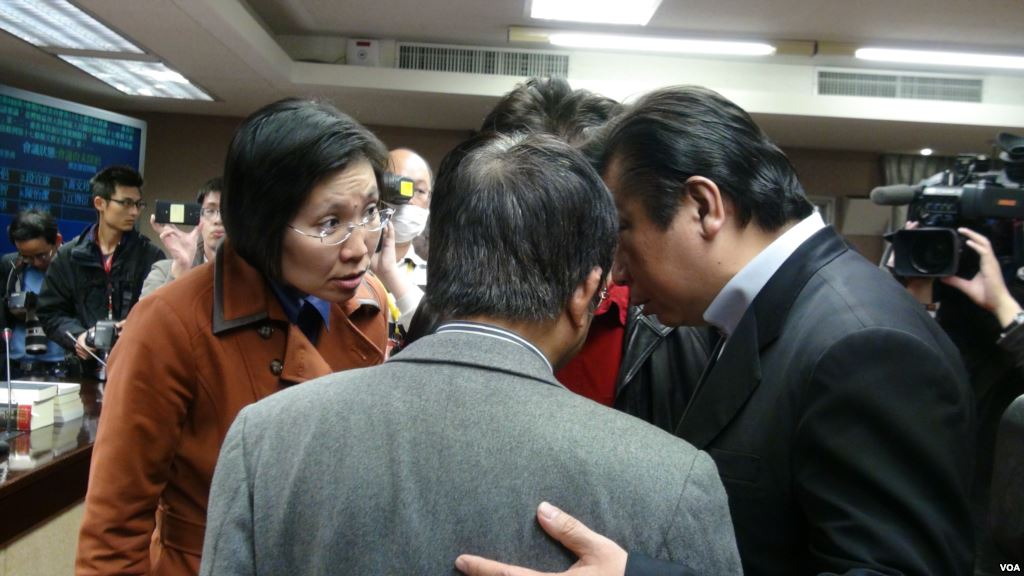
各黨團協商

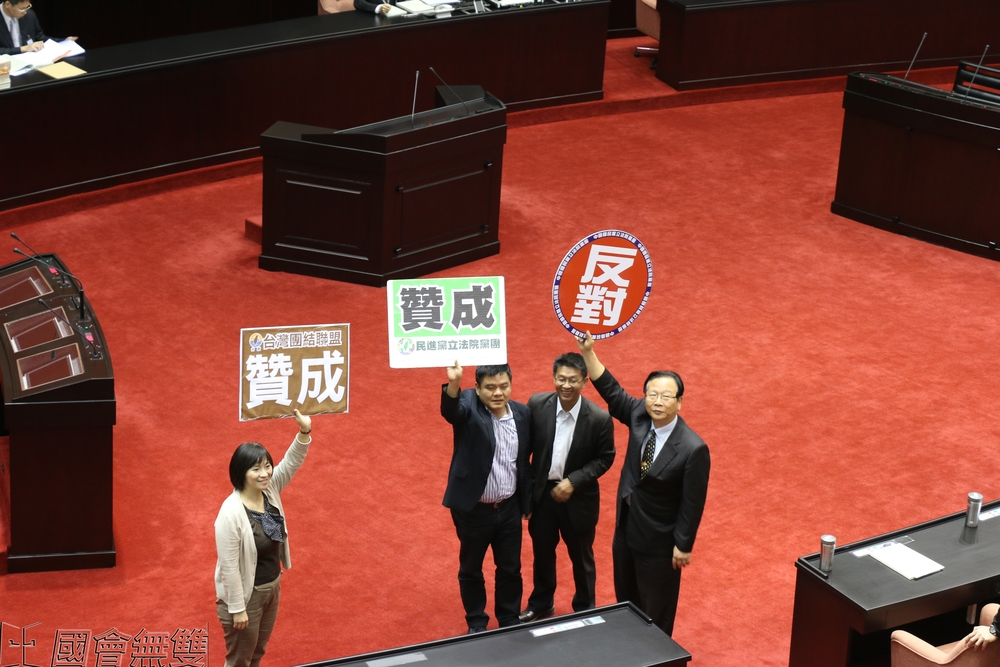
立法院院會表決時，各黨團幹部於前方舉牌「引導」黨團委員表決

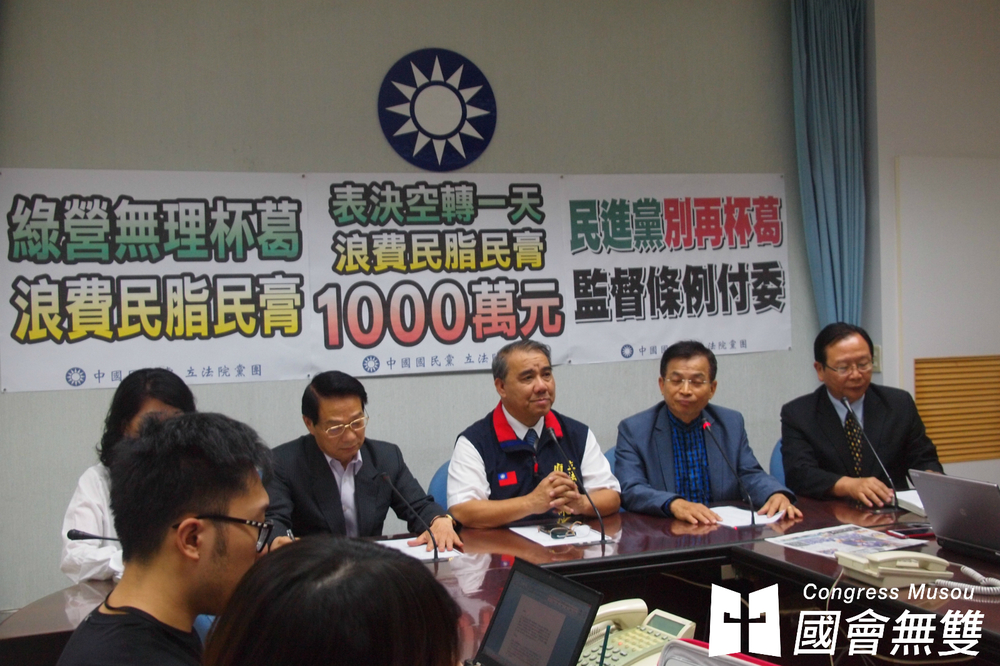
中國國民黨黨團記者會

### 立法院
依據立法院組織法第33條，中華民國立法院黨團在必須擁有同黨籍最少3席立法委員才能夠成立黨團，且最多只能成立5個黨團。
依據立法院職權行使法第68條至第74條，立法院黨團可参與黨團協商，另依立法院職權行使法第75條及立法院議事規則第59條，各黨團亦可以黨團名義提出法律修正案，不需滿足連署條件。
各黨團因立法委員人數不同，其組織架構也不同，立法委員席次較多之黨團，一般設有總召集人、副總召集人、幹事長、副幹事長、書記長、首席副書記長，轄下有各政策小組之召集人、副召集人。
此外，不足3席之小黨和無黨籍委員滿4人，可另組與黨團資格相當的“政團”，或是參與其他黨團運作（如第9屆無黨團結聯盟的立法委員高金素梅即加入親民黨黨團運作），但黨團與政團總數最多仍為5個，且成立黨團之優先度高於政團。
目前（第11屆）立法院共存在3個黨團：民主進步黨、中國國民黨、台灣民眾黨。

### 地方議會
在直轄市議會和縣市議會黨團方面，各政黨也因議員人數不同，其組織架構也不同，和立法院黨團組織架構一樣，席次較多的黨團一般設有總召集人、副總召集人、幹事長、副幹事長、書記長、副書記，轄下有各政策小組之召集人、副召集人。

## 香港
香港的黨團在立法會擁有2席或以上議員即可成立黨團。
香港的政黨規模鬆散及規模小，如新民黨只有2席立法會議員，已經可成立黨團，其組織架構設有1位黨團召集人（主席）和1位黨團成員（黨員）。建制派設有非正式的黨團，而在2020年前民主派設有對外代表所有民主派議員的民主派會議。

## 大韓民國（南韓）
大韓民國國會目前擁有300席國會議員，其中擁有20席以上的政黨可以組成黨團，若無20席以上之政黨可在藉由個政黨湊足20席國會議員後成立政團，功能同黨團。
目前第20屆大韓民國國會共有三個黨團：共同民主黨、國民力量、正確未來黨，並曾經存在國民之黨、正黨、和平與正義等已解散黨團。

## 類似概念
歐洲議會的歐洲議會黨團正式名稱是“政治團體”（英語：Political Group），有些是在整個歐盟活動的歐洲政黨在歐洲議會的議員組成的正式黨團，有些則是政見相仿的不同歐洲政黨、各國政黨和無黨籍議員所組成的政黨聯盟。歐洲議會黨團是鬆散的聯盟，且歐洲議會的規定不允許候選人以議會黨團的名義競選（只能用政黨名義競選）。
中國大陸的各級人民代表大會（或及其常委會）黨組和議會黨團的概念類似，但由於立法機構以及執政黨的實際地位不同，實際作用和其他地方的議會黨團有很大不同。